# Staryna (sielsowiet Dobryniewo)
Staryna (biał. Старына; ros. Старина, Starina) – osiedle na Białorusi, w obwodzie mińskim, w rejonie dzierżyńskim, w sielsowiecie Dobryniewo.